# تشوبكو

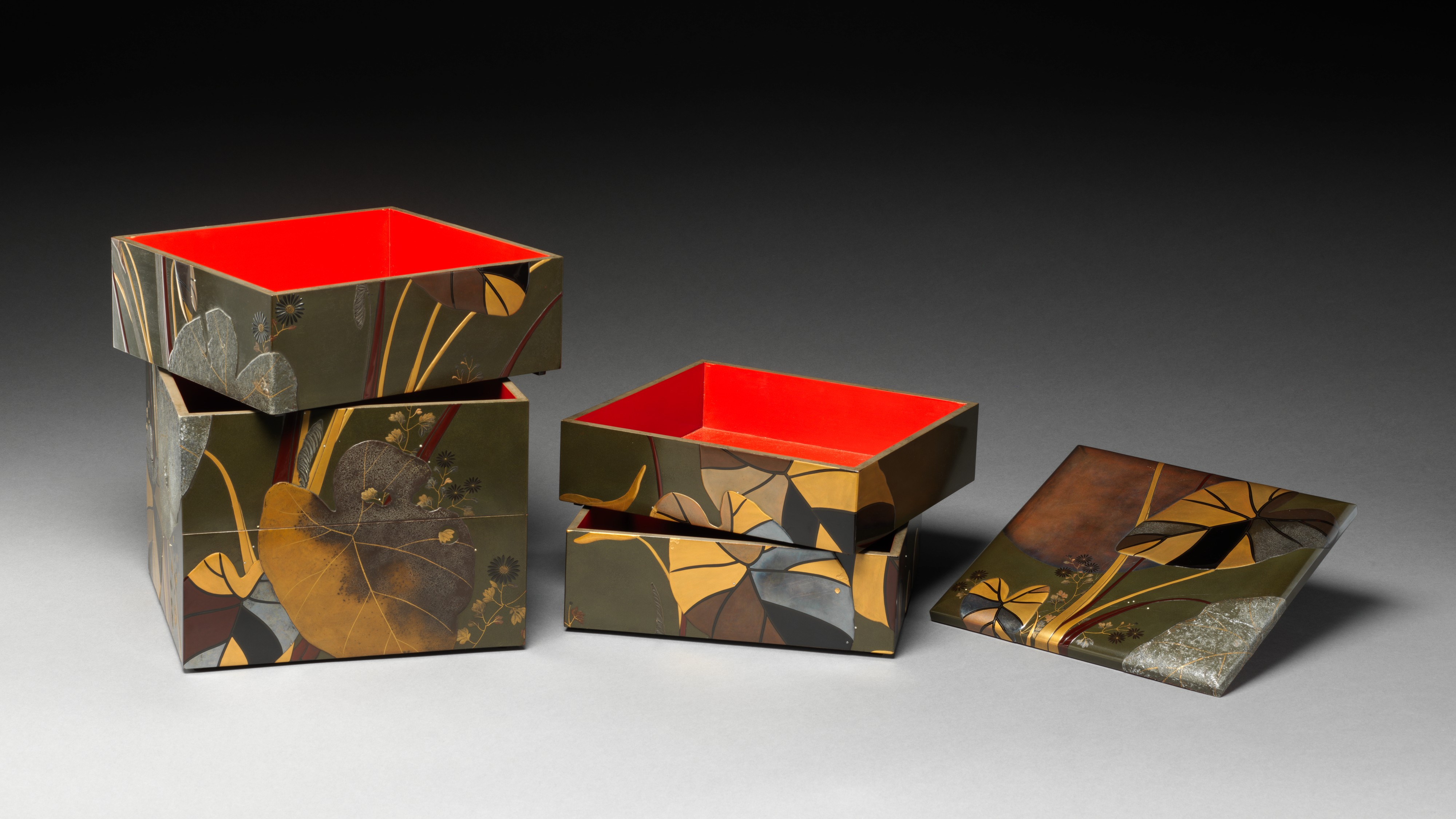
صندوق الطعام (Jūbako) مع نباتات التارو والأقحوان

تشوبكو(Jūbako) هو صندوق متدرج يستخدم لحمل وتقديم الطعام في اليابان. ويستخدم غالبا لحمل الوجبات الجاهزة، أو وجبتي (بينتو Bento  ) و ( أوسيتشي Osechi) وهما من الاطعمة التقليدية في احتفالات العام الجديد في اليابان. وجرى العرف على صناعة صندوق (تشوبكو) من الخشب، وغالبًا ما يكون مطليًا. ويأتي في صورة عُلبة ذات طبقات متعددة لوضع طبقتين أو ثلاث أو أكثر من الطعام، مع غطاء للطبقة العليا. وتتخذ في كثير من الأحيان الشكل المربع _رغم ظهورها بأشكال أخرى_ المُزخرف من الخارج برسومات وطلاءات متعددة.